# Tommy Durden
Thomas Russell Durden (15 de diciembre de 1919 – 17 de octubre de 1999) fue un compositor y guitarrista de steel estadounidense, conocido por coescribir el gran éxito de Elvis Presley, "Heartbreak Hotel".

## Biografía
Nació en el Condado de Morgan (Georgia), era hijo de un aparcero y el menor de siete hermanos. Más tarde, la familia se mudó a Jacksonville (Florida), donde aprendió a tocar laguitarra slide y más tarde la guitarra steel. Actuó con los Westernaires como guitarrista y, a principios de la década de 1950, después de mudarse a Gainesville, se unió a la banda de country Smilin' Jack Herring y sus Swingbillys. Los otros miembros de la banda eran Herring, Pee Wee Jenkins y Bob Chisolm.
Mientras tocaba con los Swingbillys, Durden comenzó a escribir la letra de "Heartbreak Hotel". Durden le llevó la letra a medio escribir a sus amigos y ocasionales compañeros de composición , Mae Boren Axton (que trabajaba como DJ y publicista a tiempo parcial para el cantante Hank Snow, cliente del coronel Tom Parker ) y Glenn Reeves. Aunque Reeves pensó que la idea de la "calle solitaria" que conduce a un "hotel de desamores" no era digna de una canción y rechazó la oferta de unirse al equipo de composición, a Axton le atrajo la idea, compuso una melodía y grabó una versión inicial con Durden. Otro relato del propietario de una estación de radio dice que Durden había escrito la canción en su totalidad meses antes y ya la había estado interpretando en el escenario. En cualquier caso, la canción fue grabada como demo por Reeves, quien tenía mejor voz para cantar. Axton había prometido escribir una canción para Elvis Presley y le presentó la demo en una convención de disc jockeys en Nashville en 1955. A Presley le gustó la canción, y él y Parker, su mánager, acordaron que debía grabarla siempre que se le diera un crédito de coautoría, lo que Axton y Durden aceptaron. "Heartbreak Hotel" finalmente se convirtió en el primer disco de Presley en RCA Records y su primer éxito número uno.
Aunque Durden continuó escribiendo canciones con Axton y Reeves, incluida "Honey Bop", que fue grabada por Wanda Jackson en 1958, ninguna tuvo nada que se acercara al éxito de "Heartbreak Hotel". En 1958, había creado una empresa en Dayton (Ohio) que musicalizaba las letras que le enviaban a cambio de un precio. Más tarde actuó como guitarrista para cantantes como Tex Ritter, Johnny Cash y Johnny Tillotson. Se mudó a vivir a Houghton Lake (Michigan), y trabajó como reparador de lavavajillas comerciales hasta jubilarse a principios de los años 80. En años posteriores grabó dos álbumes, Moods, que incluía una versión de "Heartbreak Hotel", y I Believe. Fue incluido en el Salón de la Fama de la Música Country de Michigan en 1994.
Murió en Houghton Lake (Michigan) en 1999 a la edad de 79 años.